# Enicospilus fungoideus
Enicospilus fungoideus là một loài tò vò trong họ Ichneumonidae.